# Hugh Laurie
Hugh Laurie est un acteur, producteur, scénariste, réalisateur, auteur-compositeur-interprète et écrivain anglais, né le 11 juin 1959 à Blackbird Leys dans l'Oxfordshire.
Il joue d'abord principalement au Royaume-Uni dans des séries télévisées et téléfilms, notamment dans les séries à sketchs A Bit of Fry and Laurie et Jeeves and Wooster avec l'acteur Stephen Fry. Il est aussi connu pour ses rôles dans La Vipère noire, avec Rowan Atkinson. De 2004 à 2012, il interprète le docteur Gregory House dans la série télévisée américaine Dr House, rôle pour lequel il obtient le Golden Globe du meilleur acteur dans une série télévisée dramatique en 2006 et 2007. Au cinéma, il joue dans Stuart Little et À la poursuite de demain. Il assure aussi quelques voix dans des films d'animation, notamment dans Monstres contre Aliens.
Hugh Laurie a été fait officier de l'ordre de l'Empire britannique (OBE) le 23 mai 2007 par la reine Élisabeth II. En 2018, il a été élevé au rang de commandeur de l'ordre de l'Empire britannique (CBE) par le prince Charles.

## Biographie

### Jeunesse
James Hugh Calum Laurie naît et grandit à Blackbird Leys, un quartier situé à l'est de la ville d'Oxford. Il est élève à la Dragon School avant d'intégrer le collège d'Eton puis le Selwyn College, à Cambridge, où il étudie l'archéologie et l'anthropologie. Ses parents sont tous deux d'origine écossaise. Son père, Ran Laurie, ayant été médaillé d'or aux Jeux olympiques d'été de 1948 à Londres en aviron, Hugh est lui-même rameur durant ses études et il prend part en 1980 à la course Oxford-Cambridge (Cambridge perd cette année-là pour un mètre cinquante).
Pendant sa première année universitaire, Laurie rencontre l'actrice britannique Emma Thompson. Il rejoint alors le célèbre Cambridge Footlights, tremplin de plusieurs comédiens britanniques, tels que John Cleese ou Tom Hollander. Lorsque les Footlights donnent leur spectacle de fin d'année à l'occasion du Edinburgh Festival Fringe de 1980, Laurie rencontre Stephen Fry et, durant sa dernière année d'études en 1981, il devient le président du club tandis qu'Emma Thompson en est la vice-présidente. Laurie, Fry et Thompson se parodient durant le University Challenge en présentant le Footlights College, Oxbridge (avec l'aide du scénariste Ben Elton, quatrième élément du groupe) dans Bambi, un épisode de la série télévisée The Young Ones.
Il est le neveu de Sir Christopher Laidlaw, ancien président de British Petroleum (BP), et le cousin de Sam Laidlaw, actuel administrateur de la compagnie Centrica.
Il adore l'écriture, la lecture, la musique et la boxe, sport qu'il pratique.

### Carrière d'acteur

#### Révélation britannique (années 1980-1990)
Fry et Laurie ont plusieurs séries à leur actif commun et ont joué dans la série télévisée Jeeves and Wooster, une adaptation des Histoires de Jeeves de P. G. Wodehouse. Laurie y incarnait le patron de Jeeves, l'adorable bêta Bertie Wooster, un rôle pour lequel ses talents de pianiste et de chanteur sont venus renforcer sa célèbre voix « snob ».
Cependant, à l'exemple de Fry, Laurie s'est dirigé vers une double carrière d'acteur comique (notamment illustrée par son rôle dans la série Blackadder, écrite par Ben Elton et Richard Curtis, où il jouait aux côtés de Rowan Atkinson ; Laurie y interprétait différents personnages, en particulier ceux du prince George et du lieutenant George) et de comédien dramatique comme dans Peter's Friends (toujours avec Fry). 
En 1996, son livre The Gun Seller, un roman humoristique à suspense, est publié et rencontre un réel succès[citation nécessaire]. Il est traduit en français en 2009 sous le titre Tout est sous contrôle qui est également un succès. Laurie travaille actuellement à son deuxième roman, The Paper Soldier[citation nécessaire].
En 1996, il commence à apparaître dans des productions américaines même si ses personnages restent britanniques. Ainsi, il interprète le rôle de Jasper, l'un des bandits envoyés pour capturer les chiots, dans le film des studios Disney, Les 101 Dalmatiens en 1996. Après une parenthèse en 1997 pour le film La Cousine Bette d'après l'œuvre d'Honoré de Balzac, il apparait en 1998 dans le deuxième partie de l'épisode Celui qui se marie de la série télévisée Friends, qui est l'épisode final de la saison 4. Il y joue le rôle du voisin de Rachel dans l'avion qu'elle prend pour se rendre à Londres.
Il joue en 1999 le rôle de l'américain Frederick Little dans le film Stuart Little. Il reprend les rôles dans les deux suites en 2002 et 2005. En 2000 il joue dans le film Maybe Baby dans lequel se trouve Rowan Atkinson.
À partir de 2002, Laurie a commencé à apparaître dans une série des téléfilms dramatiques britanniques, guest-star cette année-là de deux épisodes de la première saison de la série d'espionnage à suspense MI-5 sur BBC One. En 2003, il tient le rôle principal d'une autre série cette fois pour ITV, Fortysomething. Il a également joué un rôle dans Les Griffin, incarnant un personnage de l'épisode intitulé À nous les petits Anglais.

#### Succès mondial: les annéesHouse(2004-2012)

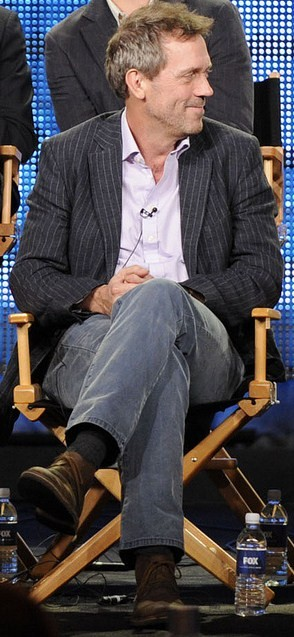
À la présentation de la saison 6 de House, en Californie, en août 2009.

Bien que le nom de Hugh Laurie soit devenu familier en Grande-Bretagne depuis les années 1980, il ne s'est réellement fait connaître du public américain qu'à partir de 2004, lorsqu'il est choisi pour incarner l'arrogant docteur Gregory House dans la série de la Fox Dr House. L'accent américain de l'acteur pour ce rôle a en effet réussi à convaincre le producteur Bryan Singer et le créateur David Shore qu'il pouvait se faire passer pour un natif des États-Unis. Il est producteur délégué des épisodes à partir de la saison 5. Il a aussi réalisé deux épisodes de la série : le 17e épisode de la saison 6 intitulé Personne ne bouge ! et le 19e épisode de la saison 8 intitulé Double Dose,.
C'est lui qui a eu l'idée de faire porter des chaussures de sport au personnage du Dr House. Nombre de ses compositions personnelles sont jouées dans Dr House notamment dans l'épisode Les jeux sont faits de la saison 4, où la musique à la guitare jouée lors de la scène du licenciement des deux filles, prétendument composée par le patient de l'épisode, est en réalité de Laurie. En 2005, lors d'une apparition en tant qu'invité dans The Tonight Show le 16 novembre, Laurie a révélé qu'il s'était lui-même essayé à l'analgésique appelé Vicodin afin de se mettre dans la peau du personnage pharmacodépendant du docteur Gregory House,[réf. nécessaire].
Composée de huit saisons  (177 épisodes) diffusées entre le 16 novembre 2004 et le 21 mai 2012 sur la chaine Fox, la série est un succès mondial. Pour sa performance, l'acteur est nommé à plusieurs reprises aux Emmy Awards : en 2005, 2007, 2008, 2009, 2010 et 2011, soit pour chaque saison, sauf les 2 et 8. Il est également nommé chaque année aux Golden Globes dans la catégorie meilleur acteur dans une série télévisée dramatique, à partir de la saison 2. L'acteur l'emporte en 2006 et 2007, pour son travail sur les deuxième et troisième saisons.
D'après le magazine américain TV Guide, en 2010, l'acteur gagnait 400 000 dollars par épisode de Dr House. En 2011, pour la huitième et dernière saison, il touche même 700 000 dollars par épisode, ce qui fait de lui l'un des acteurs de série les mieux payés avec Charlie Sheen (Mon oncle Charlie).
Depuis début juillet 2011, l'acteur confirme sa popularité médiatique, en tant que nouvelle égérie de la marque de cosmétiques française L'Oréal.

#### Retour au cinéma et continuation à la télévision (depuis 2012)

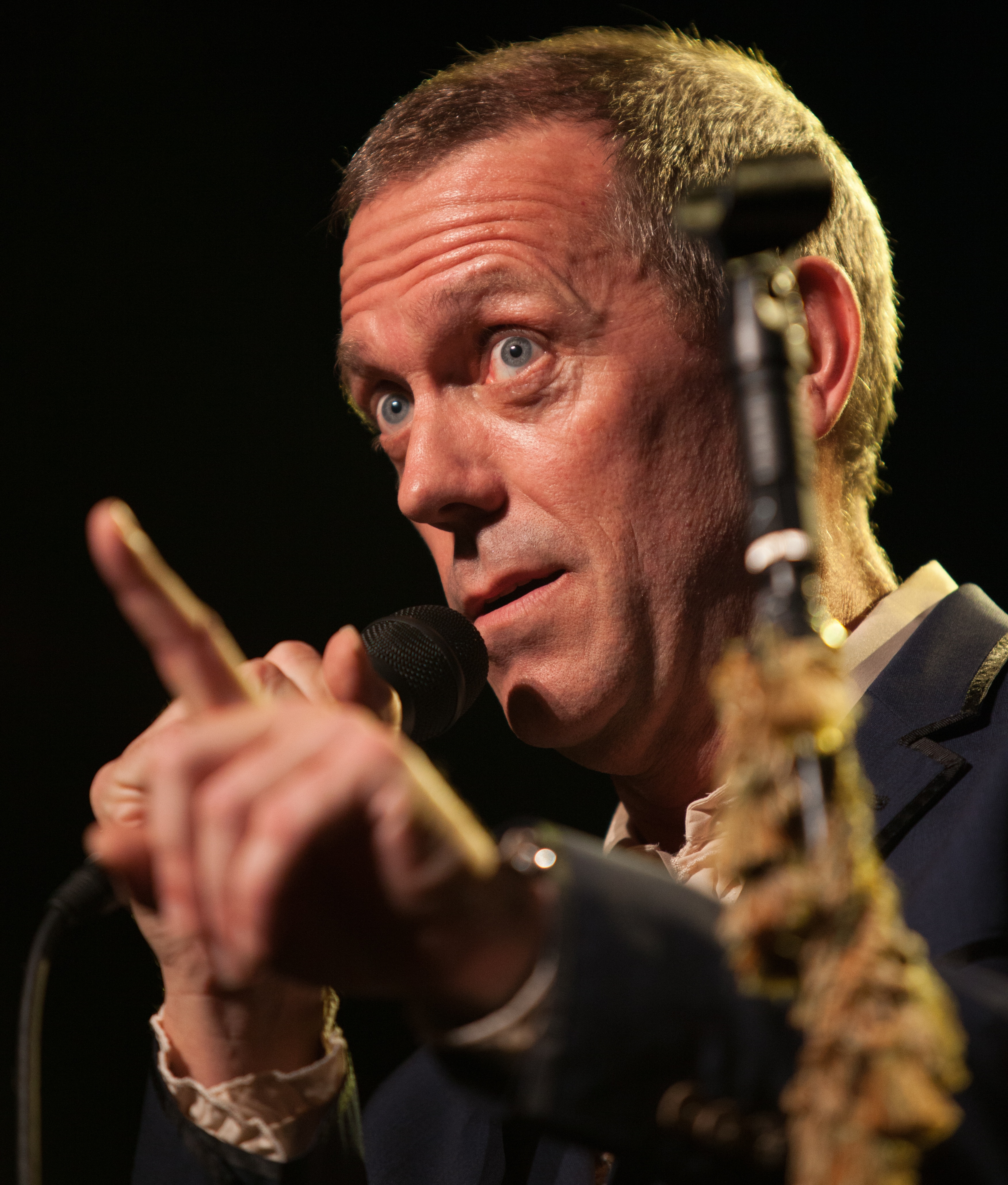
L'acteur en juillet 2012.

Dr House étant arrêté en mai 2012, l'acteur revient vers le cinéma. Il porte d'abord le drame néo-zélandais Mr Pip, qui sort confidentiellement fin 2013, après une première présentation un an plus tôt, au Festival International du Film de Toronto.
À la fin de l'année 2015, il revient au premier plan, en faisant partie de la distribution du blockbuster À la poursuite de demain, écrit et réalisé par Brad Bird. Le film lui donne la possibilité d'évoluer aux côtés de l'interprète d'un autre célèbre docteur du petit écran, George Clooney. Le long-métrage divise la critique et déçoit commercialement, remboursant juste son budget de départ.
Cette même année, il a cependant entamé un retour discret, mais remarqué, à la télévision : il prête ses traits à un homme politique américain affable mais futé, dans six épisodes de la quatrième saison de l'acclamée satire politique Veep, portée par l'actrice américaine multi-récompensée Julia Louis-Dreyfus. L'acteur accepte de devenir un personnage récurrent majeur de la saison suivante, diffusée en mai 2016 par la chaîne HBO.
En octobre 2016, il revient à un registre dramatique en partageant l'affiche de la mini-série d'espionnage britannique The Night Manager avec Tom Hiddleston. Les critiques sont excellentes. Le même mois est lancé plus discrètement son retour à l'univers médical. En effet, il joue Eldon Chance, un neuro-psychiatre de San Francisco dans la nouvelle série dramatique Chance diffusée sur la plateforme Hulu. La série est annulée au bout de deux saisons composées de dix épisodes chacune.
En 2019, il retrouve George Clooney dans la mini-série Catch-22 diffusée sur la plateforme Hulu dans laquelle il joue le major de Coverley.
En 2020 il retrouve Armando Iannucci, le créateur de Veep, pour la série de science-fiction humoristique Avenue 5 dans laquelle il interprète le capitaine du vaisseau qui donne son titre à la série. La même année, il interprète le ministre de la Justice dans le thriller politique Roadkill diffusé sur la chaîne BBC One.

### Musique
En tant que chanteur et pianiste, il fait partie depuis 2006 du groupe Band From TV qui a pour but d'aider les associations caritatives. Alors qu'il tournait un épisode de House (2x14), il a été invité par Greg Grunberg (le fondateur du groupe) à le rejoindre dans cette aventure. Le groupe compte, parmi ses membres, plusieurs acteurs de séries télévisées comme James Denton connu pour interpréter Mike Delfino dans Desperate Housewives ou encore Jesse Spencer qui retrouve Laurie puisqu'il joue Robert Chase dans Dr House.
En 2010, il est invité sur l'album Hang Cool Teddy Bear de Meat Loaf. Il y joue du piano sur le titre If I Can't Have You.
Le 26 juillet 2010, Hugh Laurie a signé un contrat avec le label américain Warner Music Entertainment.
Let Them Talk est le nom de son 1er album qui est sorti le 18 avril 2011 en France et le 9 mai au Royaume-Uni. En France, il est entré directement à la 2e place des albums les plus vendus. Sur cet album de reprises de standards du blues de La Nouvelle-Orléans, on retrouve de grands noms de la chanson comme Dr. John ainsi que Tom Jones ou Irma Thomas. L'album ne contient pas de compositions originales, seulement des reprises de chansons des années 1920 ou 1930.
Lors d'une interview avec le magazine d'actualité L'Express, il explique « Ces chansons sur le disque sont plus proches de moi que tout ce que j'ai pu faire auparavant [...] cet album, c'est quelque chose qui me tient très à cœur [...] A 10 ans [...] je pensais déjà à faire des chansons, à devenir un bluesman. Dès mon enfance, je me voyais jouer avec d'autres musiciens. ». 
Le single You Don't Know My Mind fut disponible dès le 23 mars 2011 sur iTunes. Il a également annoncé une série de concerts en Grande-Bretagne, en Allemagne et en France.
En mai 2013 sort son second album de reprises intitulé Didn't it rain
L'un des principaux intérêts de ses reprises et de faire découvrir des musiciens et des chansons oubliés,. Lors d'une interview pour le San Diego Union Tribune il explique : « En tant que musicien, je travaille aussi dur que possible pour suivre le rythme. Je suis conscient que je ne suis pas Art Tatum ou Oscar Peterson, et je ne le serai jamais [...] Mais je pense que c'est mon rôle d'être presque comme un hôte. J'organise une sorte de fête, où je peux présenter aux gens de la musique qu'ils ne connaissaient pas, ou connaissaient, mais qu'ils n'avaient pas entendue de cette façon. Ou à des musiciens qu'ils ne connaissaient pas, ou ne connaissaient pas de cette façon, et laisser les gens profiter d'une partie de la joie que j'ai retirée de cette musique durant la plus grande partie de ma vie »,. En référence à la chanson You don't Know My Mind de Leadbelly présente sur son premier album, il précise que ce serait merveilleux « si grâce à ce disque je peux donner envie à au moins une personne d'acheter un disque de Lead Belly ».

### Vie privée
Il est marié depuis le 16 juin 1989 avec Jo Green, une administratrice de théâtre, avec laquelle il a trois enfants : Charlie (né en 1988), William (né en 1991) et Rebecca (née en 1993).

## Filmographie

### Acteur

#### Cinéma
- 1981 : The Cellar Tapes
- 1983 : Alfresco
- 1985 : Plenty : Michael
- 1989 : Strapless : Colin
- 1992 : Peter's Friends : Roger Charleston
- 1994 : A Pin for the Butterfly : l'oncle
- 1995 : Raison et Sentiments : Mr. Palmer
- 1996 : The Snow Queen's Revenge : voix
- 1996 : Les 101 Dalmatiens : Jasper
- 1997 : The Ugly Duckling : Tarquin (voix)
- 1997 : Le Petit Monde des Borrowers (The Borrowers) : Officier Steady
- 1997 : Spice World, le film : Poirot
- 1998 : L'Homme au masque de fer : Le conseiller du Roi
- 1998 : La Cousine Bette : Baron Hector Hulot d'Ervy
- 1999 : Stuart Little : Fredrick Little
- 2000 : Blackadder Back & Forth : Viscount George Bufton-Tufton / Georgius
- 2000 : Lounge Act : voix
- 2000 : Carnivale : Cenzo
- 2000 : Maybe Baby ou Comment les Anglais se reproduisent : Sam Bell
- 2001 : The Piano Tuner : Charles
- 2001 : Chica de Río : Raymond
- 2002 : Stuart Little 2 : Fredrick Little
- 2004 : Le Vol du Phœnix : Ian
- 2005 : The Big Empty (histoire courte, 2005) : Docteur
- 2005 : Vaillant, pigeon de combat ! : Gutsy (James Courage) (voix)
- 2005 : Stuart Little 3 : En route pour l'aventure (voix) : Frederick Little
- 2008 : Au bout de la nuit : Capitaine James Biggs
- 2009 : Monstres contre Aliens : Docteur Cockroach (voix)
- 2011 : Hop : Lapin de Pâques, le père de E.B. (voix)
- 2011 : Love Next Door (The Oranges) : David Walling
- 2012 : Mr Pip : Mr. Watts
- 2015 : À la poursuite de demain de Brad Bird : David Nix
- 2018 : Holmes & Watson de Etan Cohen : Mycroft Holmes
- 2019 : The Personal History of David Copperfield d'Armando Iannucci : Mr. Dick

#### Télévision
- 1986–1989 : La Vipère noire (Blackadder) : le prince George et ses descendants
- 1987–1995 : A Bit of Fry and Laurie : plusieurs personnages
- 1990–1993 : Jeeves and Wooster : Bertie Wooster
- 1993–1995 : La légende de l'Île au trésor : Squire Trelawney
- 1996 : Tracey Takes On... (2 épisodes) : Timothy Bugge
- 1997 : The Place Of Lions : Steve Harris
- 1998 : Friends (1 épisode) : homme dans l'avion Saison 4 Épisode 24
- 2001 : Judy Garland, la vie d'une étoile (Life with Judy Garland : Me and My Shadows) : Vincente Minnelli
- 2002 : MI-5 (Spooks) (2 épisodes) : Jools Siviter, haut responsable du MI-6
- 2003 : Fortysomething : Paul Slippery
- 2003 : Les Griffin (Family Guy) (1 épisode) : patron du bar
- 2004–2012 : Dr House (House M.D.) : Dr Gregory House
- 2009 : Les Griffin (Family Guy) (1 épisode) : Dr Gregory House
- 2010 : Les Simpson (1 épisode) : Roger (voix)
- 2015 : Veep : Tom James (saisons 4 à 7)
- 2016 : The Night Manager : L'Espion aux deux visages : Richard Onslow Roper
- 2016 : Chance : Eldon Chance
- 2019 : Catch 22 : major de Coverley (mini-série)
- 2020-2022 : Avenue 5 : capitaine Ryan Clark
- 2020 : Roadkill : Peter Laurence
- 2022 : Pourquoi pas Evans ? : Dr. James Nicholson
- 2023 : Toute la lumière que nous ne pouvons voir : Étienne LeBlanc

### Réalisateur
- 1995 : Look at the State We're In ! (minisérie)
- 2000 : Maybe Baby ou Comment les Anglais se reproduisent (long métrage - non crédité - coréalisé avec Ben Elton)
- 2003 : Fortysomething (minisérie - épisodes 4, 5, 6)
- 2010-2012 : Dr House (série - saison 6 épisode 17 ; saison 8 épisode 19)

### Scénariste
- 1982 : Cambridge Footlights Revue de John Kilby (émission de sketchs coécrite avec Stephen Fry et Emma Thompson entre autres)
- 1982 : There's Nothing to Worry About ! de Stuart Orme (minisérie coécrite avec Stephen Fry, Ben Elton et Emma Thompson entre autres)
- 1983 : The Crystal Cube de John Kilby (téléfilm coécrit avec Stephen Fry)
- 1983-1984 : Alfresco (série coécrite avec Ben Elton et Stephen Fry entre autres)
- 1986-1987 : Saturday Live de Paul Jackson (série de sketchs coécrite avec Ben Elton et Stephen Fry entre autres)
- 1987 : The Laughing Prisoner de Chris Gabrin et Geoff Wonfor (téléfilm coécrit avec Stephen Fry entre autres)
- 1987-1995 : A Bit of Fry and Laurie (série de sketchs coécrite avec Stephen Fry)
- 1995 : You'll Soon Get the Hang of It: The Technique of One to One Training de Nicholas Mallett (adaptation du scénario original d'Antony Jay et John Cleese)
- 2002 : Dragans of New York de James Hayman (téléfilm coécrit avec Alex Taub)
- 2011 : The Settlement de Nic Phillips (court métrage coécrit avec Stephen Fry)

### Producteur
- 2002 : Dragans of New York de James Hayman (téléfilm)
- 2012 : House: Swan Song de Matthew Fife (téléfilm documentaire - producteur délégué)
- 2009-2012 : Dr House, création de David Shore (série - producteur délégué de 62 épisodes)
- 2013 : Perspectives (série documentaire)
- 2013 : Hugh Laurie: Live On The Queen Mary de Bruce Green (concert)
- 2016 : The Night Manager (minisérie - producteur délégué)
- 2016 : Chance, création de Alexandra Cunningham et Kem Nun (série télévisée)

## Discographie
- 2011 : Let Them Talk
- 2013 : Didn't It Rain

## Œuvre littéraire
- (en) Hugh Laurie, The Gun Seller, Londres, William Heinemann Ltd, mai 1996, 339 p. (ISBN 0-434-00375-1)
- Hugh Laurie (trad. de l'anglais par Jean-Luc Piningre), Tout est sous contrôle [« The Gun Seller »], Paris, Sonatine Éditions, janvier 2009 (1re éd. 1996), 380 p. (ISBN 978-2-35584-027-2)
- Hugh Laurie (trad. de l'anglais par Jean-Luc Piningre), Tout est sous contrôle [« The Gun Seller »], Paris, Succès du livre, septembre 2009 (1re éd. 1996), 746 p. (ISBN 978-2-7382-2469-9)
- Hugh Laurie (trad. Jean-Luc Piningre), Tout est sous contrôle : 1 CD (10h35), Mp3 [« The Gun Seller »], Vanves, Audiolib, septembre 2009 (1re éd. 1996) (ISBN 978-2-35641-197-6)
- Hugh Laurie (trad. de l'anglais par Jean-Luc Piningre), Tout est sous contrôle [« The Gun Seller »], Paris, Point Deux, 2011, 629 p. (ISBN 978-2-36394-009-4)
- Hugh Laurie et Stephen Fry (trad. de l'anglais par Yves Sarda), Dérapages incontrôlables ; Dr House et Mr Wilde, Dilisco, Baker Street, 20 novembre 2014, 270 p. (EAN 9782917559536)

## Distinctions

### Récompenses

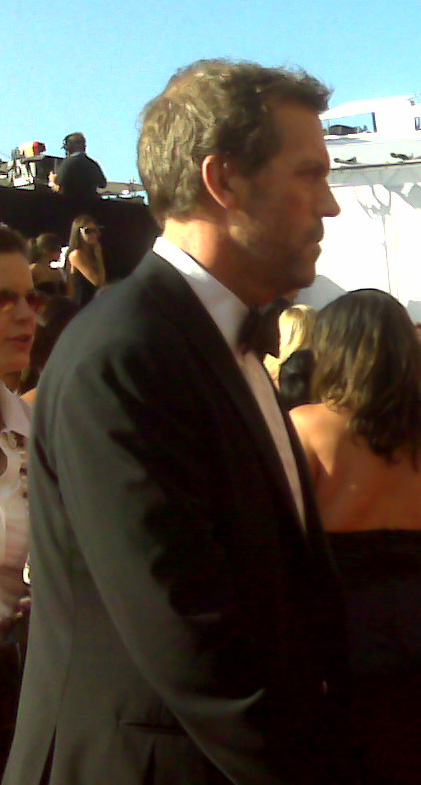
Hugh Laurie à la cérémonie des Emmy Awards de 2007

- 2005 : Online Film & Television Association Awards du meilleur acteur dans une série télévisée dramatique pour Dr House (2004-2012). (2004-2012).
- Satellite Awards 2005 : Meilleur acteur dans une série télévisée dramatique pour Dr House (2004-2012).
- 2005 : Television Critics Association Awards de la meilleure interprétation dans une série télévisée dramatique pour Dr House (2004-2012).
- 2005 : Women's Image Network Awards du meilleur acteur dans une série télévisée dramatique pour Dr House (2004-2012).
- Golden Globes 2006 : Meilleur acteur dans une série dramatique pour Dr House (2004-2012).
- 2006 : Online Film & Television Association Awards du meilleur acteur dans une série télévisée dramatique pour Dr House (2004-2012).
- Satellite Awards 2006 : Meilleur acteur dans une série télévisée dramatique pour Dr House (2004-2012).
- Golden Globes 2007 : Meilleur acteur dans une série dramatique pour Dr House (2004-2012).
- 2007 : Gold Derby Awards du meilleur acteur principal dans une série télévisée dramatique pour Dr House (2004-2012).
- 2007 : Online Film & Television Association Awards du meilleur acteur dans une série télévisée dramatique pour Dr House (2004-2012).
- Screen Actors Guild Awards 2007 : Meilleur acteur dans une série dramatique pour Dr House (2004-2012).
- 2007 : Teen Choice Awards du meilleur acteur dans une série télévisée dramatique pour Dr House (2004-2012).
- 2007 : Television Critics Association Awards de la meilleure interprétation dans une série télévisée dramatique pour Dr House (2004-2012).
- Goldene Kamera 2009 : Lauréat du Prix du public dans une série télévisée américaine pour Dr House (2004-2012).
- 2009 : People's Choice Awards de la star masculine de la télévision préférée pour Dr House (2004-2012).
- Screen Actors Guild Awards 2009 : Meilleur acteur dans une série dramatique pour Dr House (2004-2012).
- 2011 : People's Choice Awards de l'acteur de télévision préféré dans une production dramatique et docteur de télévision préféré pour Dr House (2004-2012).
- 2013 : New Zealand Film and Television Awards du meilleur acteur dans un drame de guerre pour Mr Pip (2012).
- Golden Globes 2017 : Meilleur acteur dans un second rôle dans une série, une mini-série ou un téléfilm pour The Night Manager (2016).

### Nominations
- 1999 : Young Artist Awards de la meilleure performance d'un casting jeune dans une comédie d'aventure pour Le Petit Monde des Borrowers (1999) partagé avec Bradley Pierce, Mark Williams et Flora Newbigin.
- 2005 : Gold Derby Awards de la meilleure révélation masculine et meilleur acteur principal dans une production dramatique pour Dr House (2004-2012).
- Primetime Emmy Awards 2005 : Meilleur acteur dans une série dramatique pour Dr House (2004-2012).
- 2006 : Gold Derby Awards de l'interprète de l'année dans une série télévisée dramatique pour Dr House (2004-2012).
- 2006 : Prism Award de la meilleure performance dans une série télévisée dramatique pour Dr House (2004-2012).
- Screen Actors Guild Awards 2006 : Meilleur acteur dans une série dramatique pour Dr House (2004-2012).
- 2007 : Gold Derby Awards de l'interprète de l'année et meilleur acteur principal dans une production dramatique pour Dr House (2004-2012).
- Primetime Emmy Awards 2007 : Meilleur acteur dans une série dramatique pour Dr House (2004-2012).
- 2007 : Prism Award de la meilleure performance dans une série télévisée dramatique pour Dr House (2004-2012).
- Satellite Awards 2007 : Meilleur acteur dans une série dramatique pour Dr House (2004-2012).
- Teen Choice Awards 2007 : Acteur préféré à la télévision dans une production dramatique pour Dr House (2004-2012).
- 2007 : Television Critics Association Awards de la meilleure performance individuelle dans une production dramatique pour Dr House (2004-2012).
- Golden Globes 2008 : Meilleur acteur dans une série dramatique pour Dr House (2004-2012).
- 2008 : Gold Derby Awards du meilleur acteur principal dans une production dramatique pour Dr House (2004-2012).
- 2008 : Online Film & Television Association Awards du meilleur acteur dans une série télévisée dramatique pour Dr House (2004-2012).
- Primetime Emmy Awards 2008 : Meilleur acteur dans une série dramatique pour Dr House (2004-2012).
- Screen Actors Guild Awards 2008 : Meilleur acteur dans une série dramatique pour Dr House (2004-2012).
- Golden Globes 2009 : Meilleur acteur dans une série dramatique pour Dr House (2004-2012).
- 2009 : Gold Derby Awards du meilleur acteur principal dans une production dramatique pour Dr House (2004-2012).
- 2009 : Online Film & Television Association Awards du meilleur acteur dans une série télévisée dramatique pour Dr House (2004-2012).
- Primetime Emmy Awards 2009 : Meilleur acteur dans une série dramatique pour Dr House (2004-2012).
- Primetime Emmy Awards 2009 : Meilleure série dramatique pour Dr House (2004-2012). - partagée avec Paul Attanasio (producteur délégué), Katie Jacobs (producteur délégué), David Shore (producteur délégué), Bryan Singer (producteur délégué), Thomas L. Moran (producteur délégué), Russel Friend (producteur délégué), Garrett Lerner (producteur délégué), Gerrit van der Meer (coproducteur délégué), Deran Sarafian (coproducteur délégué), Doris Egan (coproducteur délégué), Eli Attie (coproducteur délégué), Peter Blake (Coproducteur délégué), Leonard Dick (coproducteur délégué), Lawrence Kaplow (coproducteur délégué), Liz Friedman (superviseur de production), David Foster (producteur), David Hoselton (producteur) et Marcy G. Kaplan (producteur)
- Screen Actors Guild Awards 2009 : Meilleure distribution pour une série dramatique pour Dr House (2004-2012). - partagée avec Lisa Edelstein, Omar Epps, Peter Jacobson, Robert Sean Leonard, Jennifer Morrison, Kal Penn, Jesse Spencer et Olivia Wilde
- 2009 : Television Critics Association Awards de la meilleure performance individuelle dans une production dramatique pour Dr House (2004-2012).
- Annie Awards 2010 : Meilleure performance vocale dans un long métrage d'animation pour Monstres contre Aliens
- Golden Globes 2010 : Meilleur acteur dans une série dramatique pour Dr House (2004-2012).
- 2010 : Gold Derby Awards du meilleur acteur principal dans une production dramatique pour Dr House (2004-2012).
- 2010 : Online Film & Television Association Awards du meilleur acteur dans une série télévisée dramatique pour Dr House (2004-2012).
- Primetime Emmy Awards 2010 : Meilleur acteur dans une série dramatique pour Dr House (2004-2012).
- 2010 : Prism Award de la meilleure performance dans un épisode de série télévisée dramatique pour Dr House (2004-2012).
- Screen Actors Guild Awards 2010 : Meilleur acteur dans une série dramatique pour Dr House (2004-2012).
- Golden Globes 2011 : Meilleur acteur dans une série dramatique pour Dr House (2004-2012).
- 2011 : Gold Derby Awards du meilleur acteur principal dans une production dramatique pour Dr House (2004-2012).
- Primetime Emmy Awards 2011 : Meilleur acteur dans une série dramatique pour Dr House (2004-2012).
- Screen Actors Guild Awards 2011 : Meilleur acteur dans une série dramatique pour Dr House (2004-2012).
- Teen Choice Awards 2011 : Acteur préféré à la télévision dans une production dramatique pour Dr House (2004-2012).
- 2012 : Gold Derby Awards du meilleur acteur principal dans une production dramatique pour Dr House (2004-2012).
- 2012 : Online Film & Television Association Awards du meilleur acteur dans une série télévisée dramatique pour Dr House (2004-2012).
- People's Choice Awards 2012 : Acteur de télévision préféré dans une production dramatique pour Dr House (2004-2012).
- 2015 : Behind the Voice Actors Awards de la meilleure performance vocale pour un acteur principal dans un jeu vidéo et meilleure distribution vocale d'ensemble dans un jeu vidéo pour Little Big Planet 3 (2014) partagé avec Kenneth Young, Stephen Fry, Lewis Macleod, Tara Strong, Robbie Stevens, Peter Serafinowicz, Lorelei King, Martin Sherman, Glenn Wrage, Clare Corbett, Lucy Newman-Williams, Nolan North, Alix Wilton Regan et Judy Sweeney
- 2015 : NAVGTR Awards de la meilleure performance comique dans un second rôle pour Little Big Planet 3 (2014).
- 2016 : Online Film & Television Association Awards du meilleur acteur dans un second rôle dans une mini-série où un téléfilm pour The Night Manager (2016).
- Primetime Emmy Awards 2016 : Meilleur acteur dans un second rôle dans une mini-série ou un téléfilm et Meilleure série limitée pour The Night Manager - partagée avec Stephen Garrett (producteur délégué), Simon Cornwell (producteur délégué), Stephen Cornwell (producteur délégué), Susanne Bier (producteur délégué), David Farr (producteur délégué), John le Carré (producteur délégué), Tom Hiddleston (producteur délégué), Alexei Boltho (producteur délégué), William D. Johnson (producteur délégué) et Rob Bullock (producteur)
- Satellite Awards 2016 : Meilleur acteur dans un second rôle dans une série télévisée pour The Night Manager
- Screen Actors Guild Awards 2016 : Meilleure distribution pour une série comique pour Veep (2015-2019). partagée avec Diedrich Bader, Sufe Bradshaw, Gary Cole, Kevin Dunn, Tony Hale, Anna Chlumsky, Julia Louis-Dreyfus, Phil Reeves, Sam Richardson, Reid Scott, Timothy Simons, Sarah Sutherland et Matt Walsh
- 2017 : Gold Derby Awards du meilleur acteur invité dans une série télévisée comique pour Veep (2015-2019).
- Critics' Choice Television Awards 2017 : Meilleur acteur dans une mini-série ou un téléfilm pour The Night Manager (2016).
- Primetime Emmy Awards 2017 : Primetime Emmy Award du meilleur acteur invité dans une série télévisée comique pour Veep (2015-2019).
- 2017 : Producers Guild of America Awards du meilleur producteur dans une forme longue pour The Night Manager (2016) partagée avec Simon Cornwell, Stephen Garrett, Stephen Cornwell, Tom Hiddleston, Susanne Bier, David Farr, John le Carré, William D. Johnson, Alexei Boltho et Rob Bullock
- Screen Actors Guild Awards 2017 : Meilleure distribution pour une série comique pour Veep (2015-2019) partagée avec Diedrich Bader, Sufe Bradshaw, Gary Cole, Kevin Dunn, Tony Hale, Anna Chlumsky, Julia Louis-Dreyfus, Phil Reeves, Sam Richardson, Reid Scott, Timothy Simons, Sarah Sutherland et Matt Walsh

## Divers
- Alors qu'il allait à un dîner après être apparu dans le Saturday Night Live sur NBC, Sacha Baron Cohen, accompagné de Hugh Laurie, a été agressé dans une des rues de New York après avoir fait une farce à un passant, dans le cadre de son personnage de Borat. Il aurait approché l'homme, lui demandant : « J’aime vos fringues. Elles sont classe. S'il vous plaît, je peux les acheter ? Je veux coucher avec elles[22]. » Malheureusement pour Cohen, l'homme n'a pas aimé sa plaisanterie, et a répliqué en frappant plusieurs fois l'acteur au visage. Hugh Laurie a dû intervenir et éloigner l'homme, pour que Sacha Baron Cohen puisse s'échapper[23].

## Voix francophones
En France, Féodor Atkine est la voix française régulière de Hugh Laurie depuis la série Dr House diffusée pour la première fois en 2004, doublant toutes ses apparitions depuis.
Il a également été doublé par Érik Colin dans la trilogie Stuart Little ainsi que la série d'animation adaptée et à trois reprises par Michel Papineschi dans Peter's Friends, Les 101 Dalmatiens et MI-5. Philippe Dumond l'a doublé à deux reprises dans Le Petit Monde des Borrowers et Judy Garland, la vie d'une étoile, Lionel Melet le double dans Friends, Bernard Alane dans Maybe Baby ou Comment les Anglais se reproduisent et Philippe Vincent dans Le Vol du Phœnix.
- Versions françaises :
  - Féodor Atkine dans Dr House, Au bout de la nuit, À la poursuite de demain, The Night Manager, Catch 22, etc.